# 1879 ve fotografii

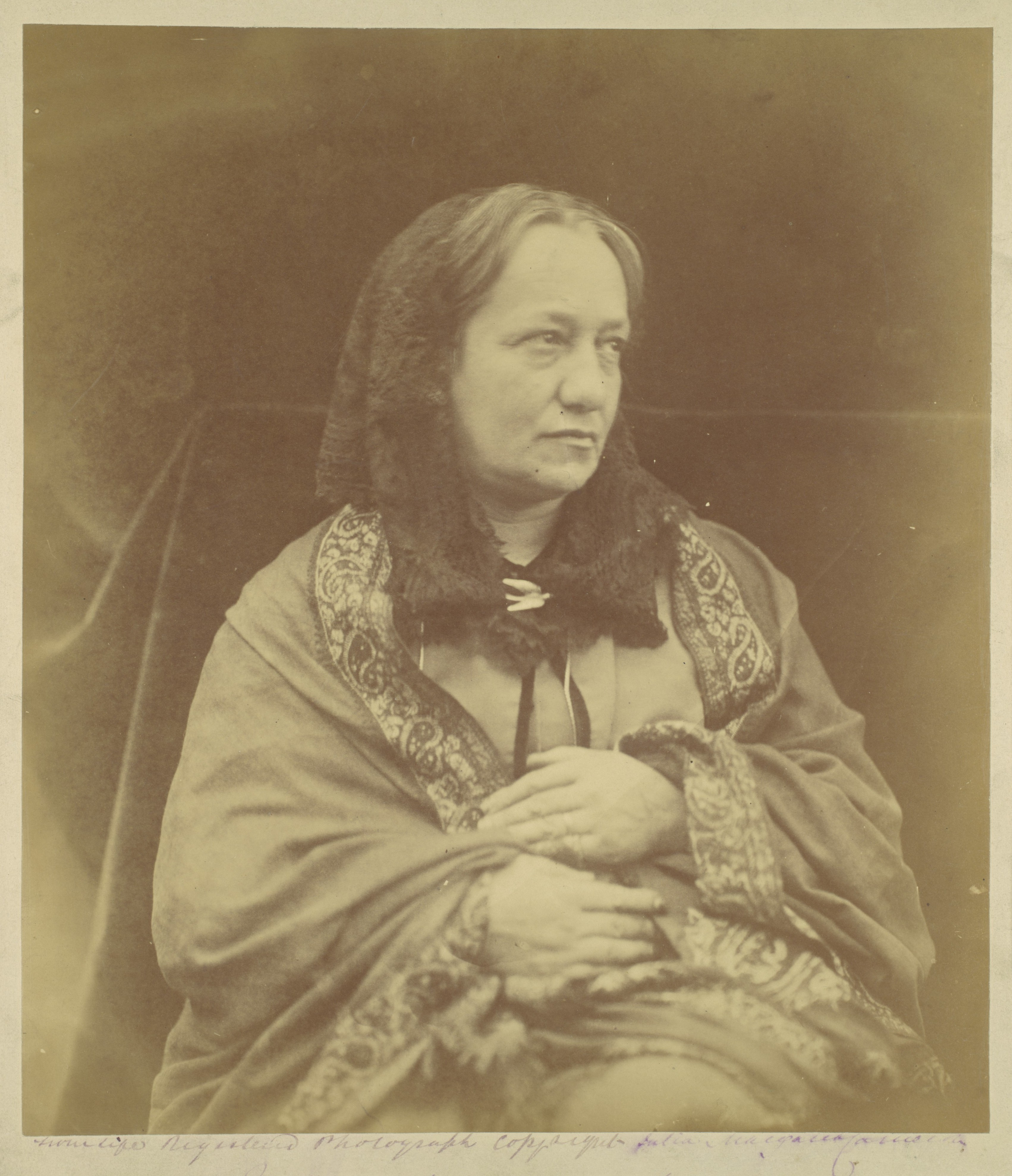
Dne 26. ledna zemřela britská fotografka Julia Margaret Cameronová

Zoopraxiskop je vynález Eadwearda Muybridgeho, simulace otáčení kotoučku, 1879

Tento článek obsahuje významné fotografické události v roce 1879.

## Události
- Karel Klíč ve Vídni objevil heliogravuru.
- Eadweard Muybridge vynalezl zoopraxiskop, první promítačku pohyblivých obrázků.[1]
- Francouzský policejní důstojník Alphonse Bertillon vyvinul obrazové standardy a systém frontálně-profilových fotografií, jejichž hlavním cílem byla věrnost skutečnosti. Založil antropometrii a použil ji poprvé pro identifikaci pachatelů.
- Neznámý autor pořídil fotografii pistolníka jménem Billy the Kid (buď na konci roku 1879 nebo začátkem roku 1880). Ferrotypie byla v červnu 2011 v aukci Brian Lebel's Old West Show & Auction prodána za 2 300 000 amerických dolarů.[2] Snímek se tak zařadil na první příčky v seznamu nejdražších fotografií.

## Narození v roce 1879
- 21. ledna – Hugo Schmölz, německý fotograf († 27. dubna 1938)
- 14. února – Laure Albin Guillot, francouzský fotograf († 22. února 1962)
- 7. března – Josef Binko, český fotograf († 11. února 1960)
- 27. března – Edward Steichen, americký fotograf a malíř († 25. března 1973)
- 12. dubna – Ernst Wandersleb, německý fyzik, fotograf, vzduchoplavec a horolezec († 2. května 1963)
- 25. června – Albert Witzel, americký fotograf celebrit († 31. května 1929)
- 16. července – Viktorin Vojtěch, profesor fotochemie a vědecké fotografie († 11. července 1948)
- 27. října – Nanna Broch, norská sociální pracovnice a fotografka († 1971)
- 1. listopadu – Oskar Barnack, průkopník fotografické techniky († 16. ledna 1936)
- 29. prosince – Tomás Camarillo, španělský fotograf, filmař a spisovatel († 3. dubna 1954)
- ? – Sigvald Moa, norský fotograf († 2. srpna 1938)
- ? – Harry Whittier Frees, americký fotograf živých zvířat v lidských šatech aranžovaných do scén připomínajících lidskou činnost († 1953)
- ? – Rudolf Jenatschke, český římskokatolický kněz a amatérský fotograf, krajinářský dokumentátor Ústecka i dalších regionů (11. prosince 1879 – 22. října 1947)
- ? – Augustin Škarda, český fotograf, vydavatel a překladatel, spolu s Františkem Drtikolem jeden ze zakladatelů české moderní fotografie (1879 – březen 1937)
- ? – Eva Barrettová, britská portrétní a dvorní fotografka působící v Itálii (1879 – 20. srpna 1950)
- ? – Vojtěch Suk, český lékař, antropolog a antropobiolog, etnograf, cestovatel, spisovatel a fotograf (18. září 1879 – 8. březen 1967)

## Úmrtí v roce 1879
- 26. ledna – Julia Margaret Cameronová, britská fotografka (* 11. června 1815)
- 27. března – Hércules Florence, brazilský fotograf narozený v Brazílii a pionýr fotografie (* 1817)
- 25. dubna – Jean-Baptiste Henri Durand-Brager, francouzský fotograf a malíř, známý svými obrazy s námořní tematikou a díly s orientalistickými náměty (* 21. května 1814)
- 12. května – Ludwig Angerer, rakousko-uherský fotograf (* 15. srpna 1827)
- 1. června – Charles Marville, francouzský fotograf (* 17. července 1813)
- 19. června – James Valentine, skotský fotograf, litograf a vydavatel (* 12. června 1815)
- 16. července – Frederick Langenheim, německo-americký průkopník panoramatické fotografie (* 1809)
- 29. září – Victor Franck, francouzský fotograf (* 25. července 1822)
- 16. října – Émile Gsell, francouzský fotograf (* 31. prosince 1838)
- 18. listopadu – André Giroux, francouzský malíř a fotograf (* 30. dubna 1801)
- ? – Félix-Jacques Moulin, francouzský fotograf (* asi 18. srpna 1802)
- ? – Franjo Pommer, chorvatský fotograf, pionýr fotografie (* 1818)